# 康廷葡萄园
44°55′15″N 0°16′30″W / 44.920751°N 0.274984°W
康廷葡萄园（康廷酒庄 Ponty Vineyards，也称作Vignobles Ponty）是波尔多红酒产区中坐落在加伦河右岸卡农弗龙萨克的一个红酒庄园，距离波尔多城区二十五千米，靠近利布尔讷城，毗邻波美候和圣艾美蓉产区，卡农弗龙萨克的由平原和山丘构成，蜿蜒深入伊斯勒河（ISLE）和多尔多涅河两条河流的汇合区 。酿造红酒一直是康廷家族五代人以来的家族事业。现在的康廷家族，米歇尔和纳丁有四名子女：文森特、伊莲、安娜和奥利维耶。葡萄园目前酿造五种红酒：歌华露红酒、柏菲康红酒、小歌华露红酒、康维勒红酒和歌华露白葡萄酒。

## 区域
卡农弗龙萨克的位置靠近多尔多涅河和利布尔讷城，人们利用当地的山丘预防并提早发现进攻者，使得卡农弗龙萨克在古时候成为理想的军队营地。公园769年，查理曼大帝决定利用这里的有利地形建筑一个要塞城堡 。公元1623年，城堡被摧毁，卡农弗龙萨克成为红衣主教黎赛留的封地。18世纪，黎赛留公爵下令在卡农弗龙萨克的山坡上建立意大利风格的城堡。黎赛留公爵在城堡里举办宴会，并使得弗龙萨克的红酒享誉全国。直到法国大革命前，城堡一直由黎赛留家族拥有，法国大革命时，城堡被没收充公。
卡农弗龙萨克拥有公认的波尔多最美丽的风景，其土壤品质也极好，在圣艾美蓉发现的"molasse du Fronsadais"型土壤，即是以卡农弗龙萨克命名的。卡农弗龙萨克的许多葡萄园都坐落在面向多尔多涅河、朝南的山坡上。那里主要有白垩质土“平原” 和白垩质粘土山坡，白垩质土"平原"表面常常会有石头。卡农－弗龙萨克靠近多尔多涅河，形成一种微气候，令其优秀的土壤完美无缺。除了海洋性气候外，弗龙萨克土壤还受益于收获季节的小阳春气候。

## 历史

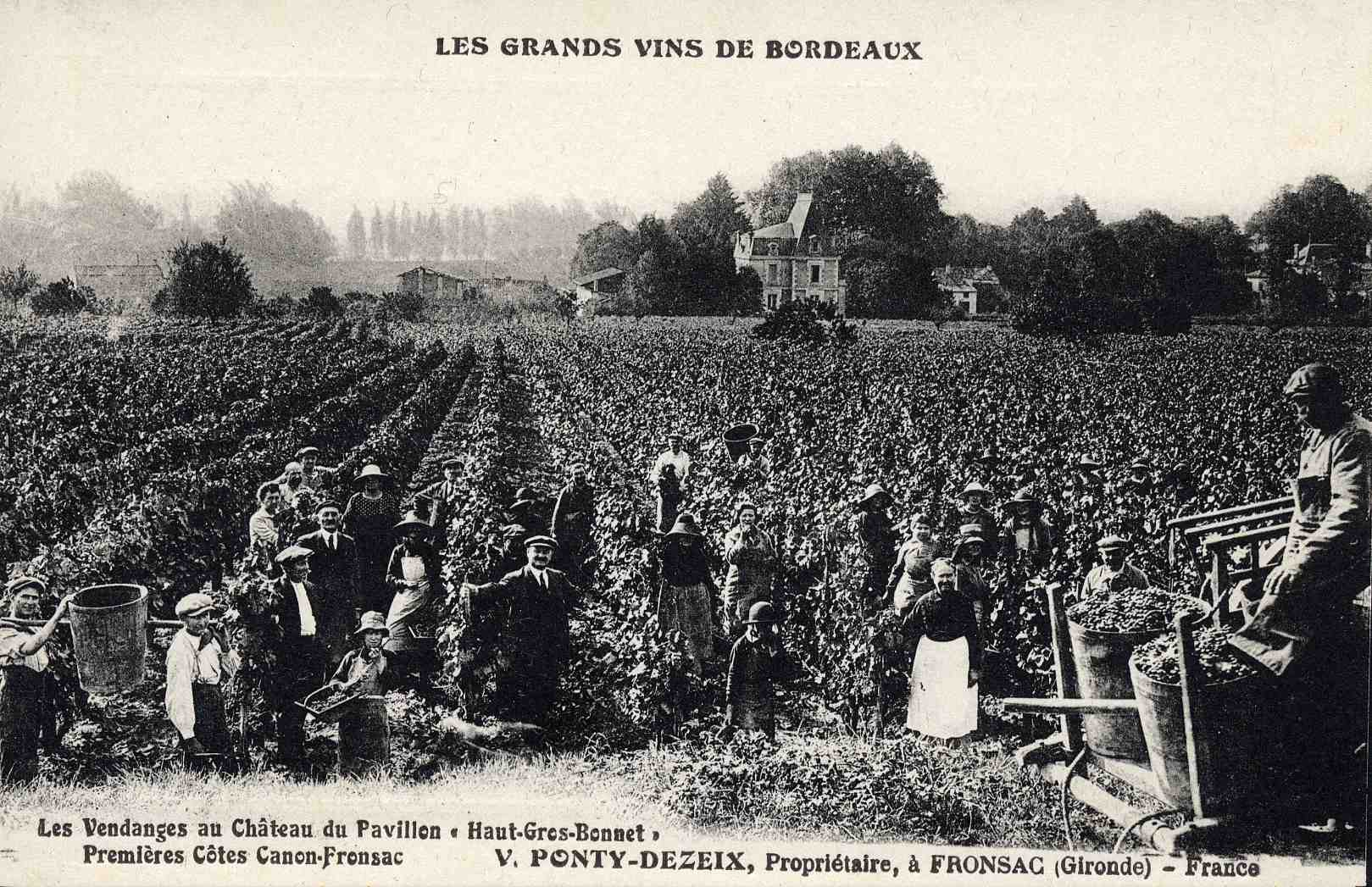
柏菲康酒庄老照片

康廷家族从1905年起在卡农－弗龙萨克酿造葡萄酒。当时，维克多－康廷发现了这个产区酿造出的葡萄酒的潜质。1905年，出生于距离波尔多不远的Corrèze法语区的维克多－康廷定居在弗龙萨克，在妻子Dezeix家族的帮助下，开始了红酒生意。

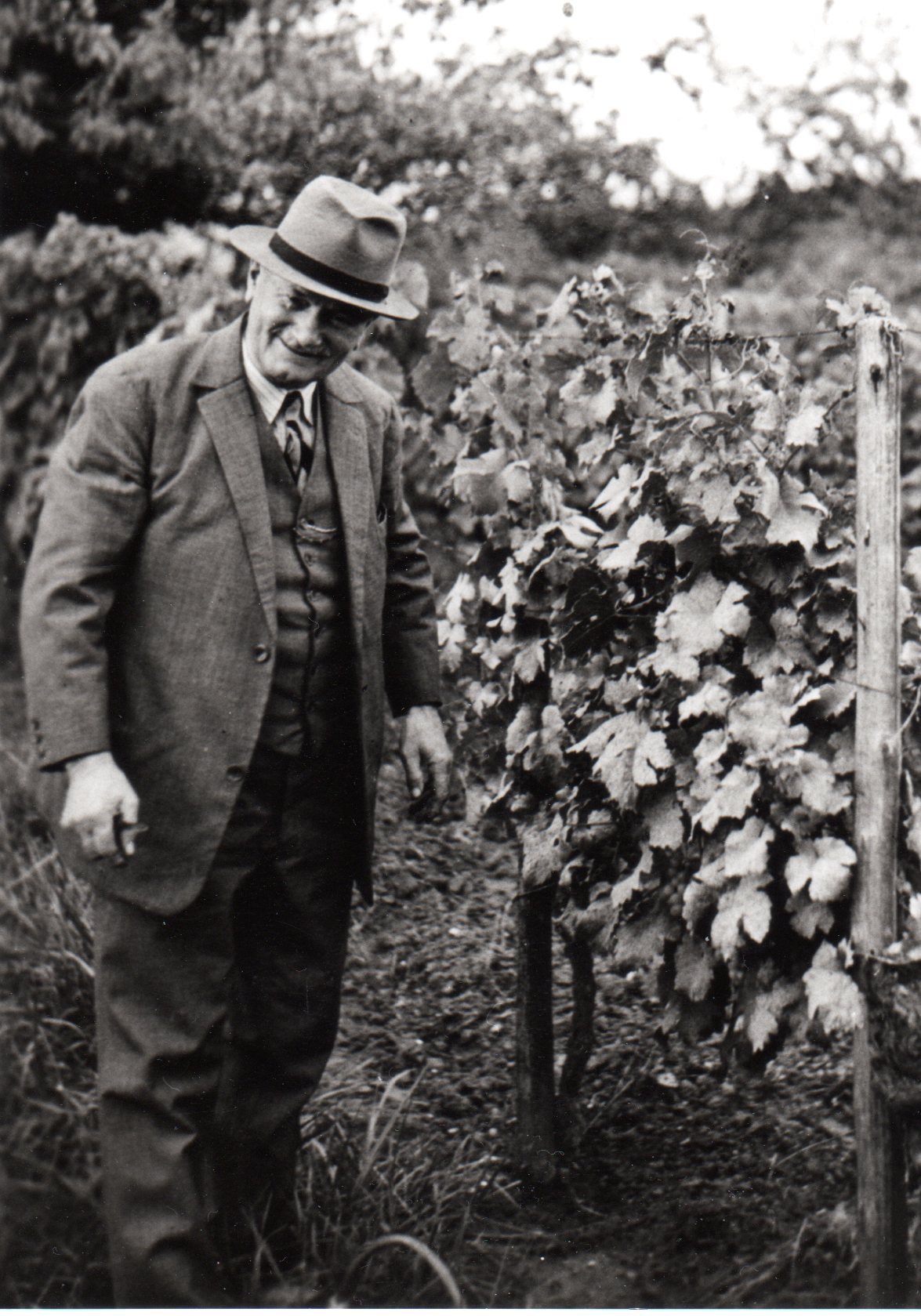
维克多康廷

1925年，维克多购买了位于卡农弗－隆萨克的柏菲康酒庄，并和家人一起搬迁到酒庄居住。他和妻子伊丽莎白生了一个儿子—吉恩。吉恩早早地就和父亲一起工作，并开发了家族在诺曼底的客户。吉恩后来娶了来自法国Bearn Region的Jeanne Labegorre为妻。1938年，他们共同决定购买了Saint Michel de Fronsac的歌华露酒庄。他们有七名子女。长子吉恩-弗朗索瓦逐渐取代了维克多和吉恩的地位，成为家族产业领头人和红酒酿造工艺大师。吉恩-弗朗索瓦后来带着七名子女中最小的儿子米歇尔学习家族生意，传承了他对红酒的热爱。
1986年，弗朗索瓦退休后，米歇尔开始独立负责公司业务。1989年，米歇尔和妻子纳丁－克劳德购买勒一个小庄园，并将其命名为白歌华露庄园。康廷家族一直参与卡农弗龙萨克酿酒师协会的事务，他们经常邀请著名的音乐家前来，在卡农弗龙萨克的美景种演奏，让人们想起卡农弗龙萨克红酒在18世纪时的盛誉。

## 红酒
梅洛是卡农弗龙萨克最普遍的葡萄品种，赋予红酒结构和饱满度。当地还生产品丽珠和赤霞珠这两个品种。卡农弗龙萨克红酒以优雅、精致、和能保持很强的单宁著称。酒香有红色水果、浆果、和香料的味道，经过陈年的红酒还会有松露的香味。卡农弗龙萨克的红酒可以很好地与红肉、烤鸡、烤鸭和奶酪搭配。
康廷家族手工采摘葡萄，在酿造过程中让红酒充分表达其香气。康廷家族住在葡萄园里，悉心照料葡萄树的整个成长周期，用可持续发展的农业措施保护他们赖以生存的土壤。

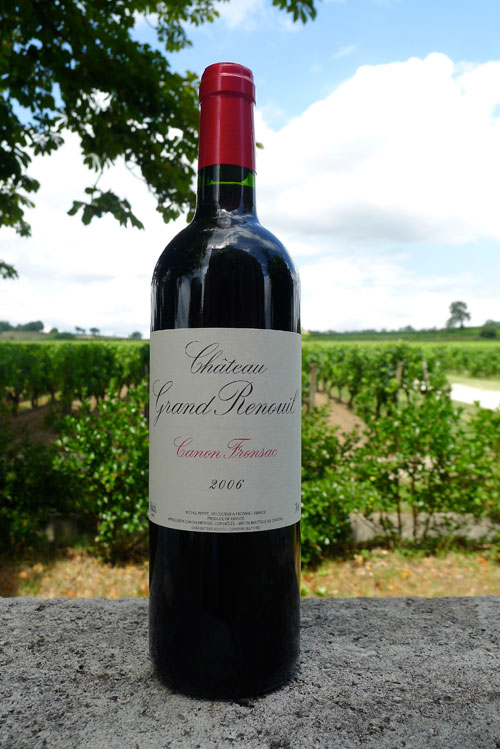
歌华露红酒的酒瓶

酒庄目前酿造五种红酒：歌华露红酒, 柏菲康红酒, 小歌华露红酒, 康维勒红酒, 歌华露白葡萄酒。